# 褐鞘蓼
褐鞘蓼（学名：Polygonum aviculare var. fusco-ochreatum）为蓼科蓼属下的一个变种。